# Партия зелёных (США)
Па́ртия зелёных (англ. Green Party United States) — американская левая политическая партия.
Официальным временем основания принято считать 2001 год после объединения добровольческих зелёных партий и организаций США. Но так как кандидаты от этих партий ранее принимали участие в президентских выборах 1996 и 2000 годов, неофициальное образование партии датируется 1984 или 1991 годом. 

Данная партия основывается на принципах справедливости и защиты окружающей среды. Имеет направление социал-демократии, выступает за пацифизм и мирное сосуществование

## История
Первая в США партия зелёных была создана в 1980 году. Наибольшего успеха «зелёные» добились на президентских выборах 2000 года, когда выдвинутый партиями «зелёных» отдельных штатов популярный в стране адвокат и активист Ральф Нейдер набрал 2 883 105 голосов (около 2,7 %). В 2001 году сторонники Нейдера из числа членов разных «зелёных» партий и организаций США объединились, образовав Партию «зелёных» Соединённых Штатов (англ. Green Party of the United States), которая в настоящее время является основной национальной партией «зелёных» в стране.
По данным бюллетеня Ballot Access News «зелёные» являются вторыми среди третьих партий США. На октябрь 2012 года их сторонниками зарегистрировались 250 682 избирателя (0,24 % из числа зарегистрированных избирателей). К февралю 2016 года количество зарегистрированных сторонников чуть снизилось, до 242 023 человек (0,24 %). На 2016 год более 130 «зелёных» занимают выборные должности по всей территории США, но в основном на местном уровне, при этом большинство из них выигрывали голосования как беспартийные. Всего с момента основания более 1000 её членов добивались успеха на выборах.

## Политическая программа
Придерживаются левоцентристских взглядов, основанных на «зелёной политике», социал-демократии, популизме и прогрессивизме. Несмотря на все межфракционные противоречия, партия выступает:
- За защиту окружающей среды;
- За социальную справедливость;
- За пацифистскую внешнюю политику;
- За неиерархичную партисипативную демократию;
- За легализацию абортов в полной мере;
- За однополые браки;
- За государственный контроль над личным огнестрельным оружием граждан;
- Против насилия;
- За децентрализацию органов власти;
- За общественную экономику;
- За права женщин.

## Руководящий комитет
Единого лидера партии нет, её возглавляет 7 сопредседателей, на декабрь 2010 года это — Тереза Эль-Амин, Майк Файнштейн, Фархин Хаким, Джули Джейкобсон, Джейсон Набивэйнс, Дэвид Стренд, Крейг Торсен.

## Участие в президентских выборах
| Год  | Кандидат в президенты | Кандидат в вице-президенты | Получено голосов | увеличения/уменьшения % |
| ---- | --------------------- | -------------------------- | ---------------- | ----------------------- |
| 1996 | Ральф Нейдер          | Вайнона ЛаДак              | 685 128          | ▬                       |
| 2000 | Ральф Нейдер          | Вайнона ЛаДак              | 2 882 000        | ▲ 320,6                 |
| 2004 | Дэвид Кобб            | Пот ЛаМарт                 | 119 859          | ▼ 95,8                  |
| 2008 | Синтия Маккинни       | Роза Клементе              | 161 195          | ▲ 34,5                  |
| 2012 | Джилл Стайн           | Шери Хонкала               | 468 907          | ▲ 190,9                 |
| 2016 | Джилл Стайн           | Аджаму Барака              | 1 213 103        | ▲ 258,07                |
| 2020 | Хауи Хокинс           | Анжела Уокер               | 405 034          | ▼ 199,51                |
| 2024 | Джилл Стайн           | Бутч Уэр                   | 782 528          | ▲ 193,2                 |